# Пфениг
Пфенигът (на немски: Pfennig, означава се с ₰) е разменна монета, използвана от германците от IX век до въвеждането на еврото през 2002 г.

## История
През VIII век Карл Велики заявява, че 240 пфенига трябва да бъдат отсечени от половин килограм сребро. По този начин 1 монета е съдържала около 1,3 грама сребро, или по 1,7 грама след реформата, когато се отсичали по около 790 пфенига.
До XII век пфенигът е бил направен от истинско сребро, заради което е имал висока стойност.